# غلالة غمدية (خصية)
غلالة غمدية (خصية) هي كيس مكون من غشاء مصلي داخل كيس الصفن الذي يغطي الخصية والملحق بها، وسطح كيس الصفن الداخلي. حيث تعد الطبقة الخارجية من الطبقات الثلاثة التي تشكل غلاف الخصية، حيث تقع تحتها التونيكا البيضاوية للخصية. وهي بقايا جيب من الغشاء البريتوني الذي يتم سحبه إلى كيس الصفن بواسطة الخصية أثناء نزولها من التجويف البطني خلال مرحلة التطور الجنيني.

## الطبقات المصلية المحيطة بالخصية
الطبقة الحشوية:
الطبقة الحشوية من الغشاء المصلي للخصية هي الجزء الذي يغطي الخصية والملحق بها. هذه الطبقة هي الطبقة السطحية العليا من الطبقات الثلاثة التي تُكوّن غلاف الخصية، بينما تقع التونيكا البيضاوية للخصية تحتها. في الجهة الخلفية، لا تغطي الطبقة الحشوية سطح الخصية مباشرة، بل تنتقل إلى الإِيضيديْمِيَّة حيث يلتصق بها قبل أن تتابع إلى السطح الداخلي لكيس الصفن حيث تُصبح الطبقة الجدارية.
الطبقة الجدارية:
الطبقة الجدارية هي الجزء من الغشاء المصلي للخصية الذي يغطي السطح الداخلي لكيس الصفن. يتم دعم هذه الطبقة بواسطة اللفافة الداخلية الخاصة بالحبل المنوي.
تجويف الغشاء المصلي للخصية:
تجويف الغشاء المصلي للخصية هو المسافة بين الطبقة الحشوية والطبقة الجدارية للغشاء المصلي للخصية، ويحتوي عادة على كمية صغيرة من السائل الواضح ذو اللون الفاتح. حيث أن حجم السائل في هذا التجويف قد يزداد بشكل غير طبيعي عندما يتعطل التصريف اللمفاوي، مثلما يحدث نتيجة للالتهاب أو الورم أو الصدمات.

## الأمراض
- ميزوثليوما النوع النادر من السرطان الذي يؤثر على الطبقات الرقيقة من الأنسجة التي تغطي الأعضاء.
- هيدرخصية (Hydrocele) تراكم غير طبيعي للسائل في تجويف الغشاء المصلي للخصية، والذي يمكن أن يؤدي إلى تورم في كيس الصفن.[6]
- أجسام غضروفية تجمعات أو تكونات غير طبيعية للغضاريف قد تحدث داخل الغشاء المصلي للخصية.[7]
- هيماتوكيل تراكم الدم في تجويف التونيكا الفاجيناليس، عادة نتيجة للإصابة أو صدمة في منطقة كيس الصفن.[8]